# ارتثاث
الارتثاث، من ارتث الجريح أي حمل من المعركة وبه رمق، في الشرع أن يرتفق المجروح بشيء من مرافق الحياة، أو يثبت له حكم من أحكام الأحياء، كالأكل والشرب والنوم وغيرها.